# Muntanya del Corral de l'Almirall
La Muntanya del Corral de l'Almirall és una serra situada al municipi de Cubelles a la comarca del Garraf, amb una elevació màxima de 173 metres.